# Johann Stangl (mykolog)
Johann Stangl (ur. 3 lipca 1923 w Augsburgu, zm. 9 maja 1988 tamże) – niemiecki mykolog.

## Życiorys
W latach 1937 do 1940 pracował jako stażysta ślusarz. W 1940 r. został powołany do wojska i walczył w armii niemieckiej aż do zranienia w 1944 r. Rana odniesiona na wojnie spowodowała jego trwałą niepełnosprawność. Od 1946 r. pracował w Stadtwerke Augsburg jako sprawozdawca techniczny, a później był inspektorem operacyjnym aż do przejścia na emeryturę w 1983 r.

## Praca naukowa
Oprócz swojej pracy zawodowej Stangl był samoukiem  mykologiem. Jego specjalnością były grzyby wielkoowocnikowe ze szczególnym uwzględnieniem rodzaju Inocybe. Oprócz badań nad mykobiotą Stangl pracował także nad systematyką tego rodzaju, oznaczając i taksonomicznie porządkując wiele gatunków, a także po raz pierwszy opisując i nazywając kilka nowych. Dzięki swojej pracy Stangl został uznanym na całym świecie mykologiem. Dla uczczenia jego zasług jego nazwiskiem nazwano wiele taksonów, m.in.: Inocybe stangliana, Squamanita stangliana, Coprinus stanglianus. Jego publikacje za granicą są dowodem jego międzynarodowego uznania.
Stangl nie tylko zbierał grzyby i oznaczał je mikroskopowo, ale także sporządzał ich mikroskopowe rysunki i akwarele. Jego prace są przechowywane w Państwowym Zielniku w Monachium i stanowią ważną część lokalnych zbiorów. Kolejnym osiągnięciem Stangla jest rewizja zielnika Maxa Britzelmayra, który pracował nad mykobiotą okolic Augsburga w XIX wieku. 
Najważniejszym opracowaniem Stangla jest dzieło Die Gattung Inocybe in Bayern. Oprócz tego jest autorem około 40 innych publikacji.
W naukowych nazwach opisanych przez niego taksonów dodawane jest jego nazwisko Stangl.